# Canadian Star (schip, 1939)

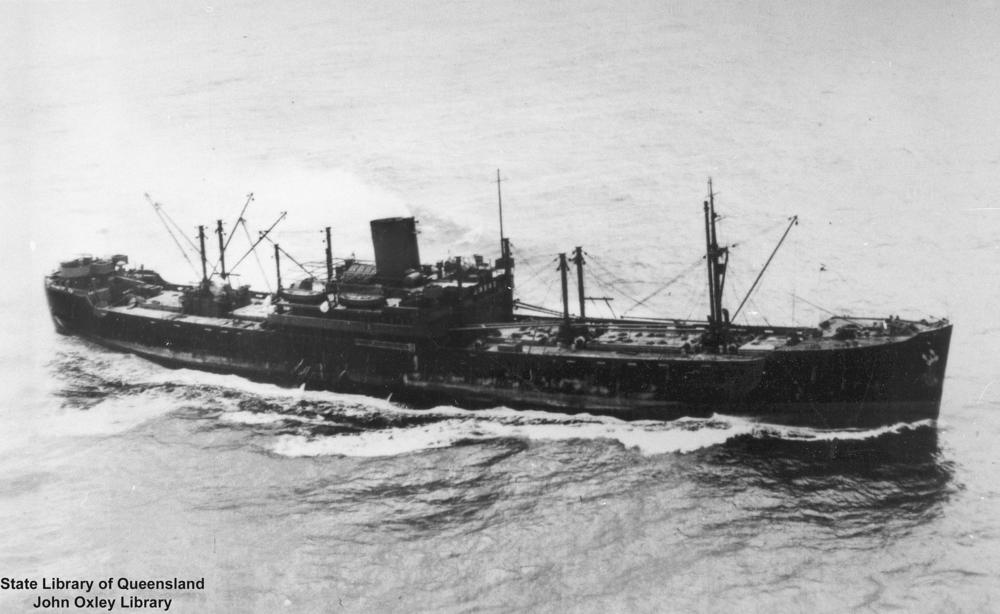

De Canadian Star was een Brits motorvrachtschip en deels een passagiersschip van 8.293 ton, dat in de Tweede Wereldoorlog door een Duitse onderzeeboot tot zinken is gebracht.

## Geschiedenis
Het schip werd voltooid in februari 1939 door Burmeister & Wain´s Maskin & Skibsbyggeri A/S, Kopenhagen. Ze was eigenaar van de Blue Star Line Ltd, Londen, met aldaar haar thuishaven.

## De eerste aanval
Om 01.00 uur op 20 juli 1941, nam de U-126 van Kptlt. Ernst Bauer, de ongeëscorteerde en zigzag varende Canadian Star waar, met kapitein Charles James Whatley Jones als gezagvoerder, en volgde haar tot omstreeks 02.42 u. Op positie 49°15' N. en 21°W., ongeveer 650 zeemijl ten westen van Land's End, lanceerde de onderzeeboot twee G7e torpedo's naar het schip. Allebei torpedo's werden vermeden door het vrachtschip omdat hun bellenbaan van fosforescentie hen verraden hadden en commandant Bauer besliste om het vrachtschip met het dekkanon aan te vallen. De U-boot beschoot zijn slachtoffer ongeveer 10 minuten lang en noteerde drie rake granaattreffers, maar het nauwkeurige terugkerende geschutsvuur van de Britten dwongen de Duitsers om de aanval af te breken. Bauer gaf definitief de aanval op, ongeveer één uur nadien toen het schip, te snel eigenlijk voor de U-boot, ontsnapte met een snelheid van meer dan 16 knopen (29,63 km/u). Het werd hem duidelijk dat hij het schip niet kon blijven volgen ook al voer hij met de U-126 op volle snelheid boven water. Het schip was onderweg van Liverpool naar Auckland met passagiers, met een algemene lading, overheidszaken en post. Zij kwam in Curaçao op 30 juli aan en werd aldaar hersteld.

## De tweede aanval
Ze vertrok vanuit Sydney (Australië) - Cristóbal - Key West - New York, en op 8 maart 1943 met het grote konvooi HX-229 naar Liverpool. De opvarenden bestond uit 88 personen (bemanning en passagiers). Haar lading bestond uit 7.806 ton gekoelde lading, met inbegrip van vlees, kaas en boter.
Om 16.43 uur op 18 maart 1943, trof de U-221, onder bevel van Hans-Hartwig Trojer, het Amerikaans vrachtschip Walter Q. Gresham van konvooi HX-229 met een torpedoinslag en liet haar ten zuidoosten van Kaap Vaarwel tot zinken brengen. Om 16.49 uur, werden één FAT-torpedo en twee standaard torpedo's afgevuurd. De FAT miste en deed zichzelf ontploffen aan het eind van haar loopbaan, terwijl de andere twee torpedo’s op de Canadian Star in ruimpost 23 insloegen.
De Canadian Star, met kapitein Robert David Miller als gezagvoerder, werd gelijktijdig getroffen aan bakboordzijde in de machineruimte en in ruim 5. De explosies stopten de machines, bliezen luikgat 5 weg en vernietigden totaal twee reddingsboten. Zij ging snel omlaag met haar boeg en zonk definitief met haar achterschip eerst onder water om 17.10 uur in positie 53°24’ N. en 28°34’ W. Omstreeks 17.15 uur was ze totaal verdwenen onder het zeeoppervlak.
De bemanning en 22 passagiers hadden moeilijkheden om het schip in het bar slechte weer te verlaten. Velen verdronken tijdens het verlaten van het schip door de zware zeegang die de reddingsboten onder water zette, en anderen in vlotten, die twee uur lang aan deze ruwe weerselementen waren blootgesteld, voordat de korvetten HMS Anemone (K 48) (LtCdr. P.G.A., King RNR) en HMS Pennywort (K 111) (Lt. O.G. Stuart, RCNVR), de overlevenden oppikten. Twee van hen stierven spoedig nadat ze gered werden, waarschijnlijk door uitputting en onderkoeling, maar 33 bemanningsleden, zes artilleristen en 15 passagiers werden aan land gebracht in Gourock op 22 maart. Kapitein Robert David Miller, 22 bemanningsleden, 2 artilleristen en negen passagiers verloren hierbij het leven.
Van de 88 bemanningsleden en passagiers, vonden 34 mensen de dood en 54 overleefden deze scheepsramp.
Kapitein Robert David Miller werd postuum op zee geëerd en met de oorlogsmedaille voor moed op zee van Lloyd's gehuldigd.